# Ordinul 7161
Ordinul 7161ss este un ordin strict secret al Comitetului de Apărare al Statului (GKO) al URSS (rusă Постановление № 7161cc ГКО СССР) din 16 decembrie 1944 cu privire la mobilizarea și internarea germanilor valizi pentru muncă forțată  în URSS. Acesta este documentul care a justificat organizarea muncii forțate a germanilor în URSS după încheierea luptelor celui de-al Doilea Război Mondial.
Ordinul 7161 a instruit responsabilii sovietici să interneze toți germanii cu vârsta cuprinsă între 17 și 45 de ani (bărbații) și 18-30 (femeile) care locuiau pe teritoriile României (69.332 persoane), Ungariei (31.923 persoane), Iugoslaviei (10.935 persoane), Cehoslovaciei (215 persoane) și Bulgariei (75 persoane), care se aflau sub controlul Armatei Roșii, pentru deportare în Uniunea Sovietică ca să presteze muncă forțată pentru repararea distrugerilor provocate de război. 
Ordinul a rămas secret în blocul sovietic până la destrămarea URSS-ului.
Punerea în aplicare a ordinului a fost asigurată de NKVD și a fost preluată de departamentul său Direcția Generală pentru Prizonierii de Război și Internați (GUPVI).